# Christian Moses
Christian Moses, född 10 augusti 1993, är en sierraleonsk fotbollsspelare som spelar för Vasalunds IF.

## Klubkarriär
Moses är fostrad i Dollarosa FC och kom 2011 till Sverige för spel i Juventus IF. Han gjorde 25 mål på 45 matcher för klubben i Division 3 och Division 4 mellan 2011 och 2013. Moses återvände därefter till Sierra Leone och spelade då för FC Kallon och FC Lion Pride.
I januari 2017 lånades Moses ut till danska Vendsyssel FF på ett låneavtal fram till sommaren. Låneavtalet förlängdes senare över resten av året. I januari 2018 lånades Moses istället ut till Viborg FF. I augusti 2018 blev det en permanent övergång till Viborg för Moses.
I september 2020 återvände Moses till Sverige för spel i FC Linköping City. Han gjorde sju mål på 13 matcher i Division 1 2020. Under första halvan av Division 1 2021 gjorde Moses åtta mål på 13 matcher för Linköping City. I juli 2021 värvades han av Superettan-klubben IFK Värnamo. Moses debuterade och gjorde ett mål den 17 juli 2021 i en 2–0-vinst över Östers IF. Som nykomling i Superettan var han en del av IFK Värnamos lag som under säsongen 2021 blev direkt uppflyttade till Allsvenskan för första gången i klubbens historia. Moses gjorde fem mål på 15 ligamatcher för Värnamo under säsongen.
Den 11 augusti 2022 värvades Moses av Örebro SK. Han gjorde ett mål på 10 matcher i Superettan, men fick efter säsongen 2022 lämna klubben. I februari 2023 skrev Moses på ett tvåårskontrakt med Vasalunds IF. Han gjorde sju mål och en assist på 29 matcher i Ettan Norra 2023. I februari 2024 värvades Moses av seriekonkurrenten Assyriska FF. Inför säsongen 2025 återvände han till Vasalunds IF.

## Landslagskarriär
Moses debuterade för Sierra Leone den 6 september 2015 i en 0–0-match mot Elfenbenskusten.